# Lothar Schöne
Lothar Schöne (* 16. Juli 1949 in Herrnhut, Sachsen) ist ein deutscher Journalist und Schriftsteller.

## Leben
Schöne wuchs in Offenbach am Main und Frankfurt am Main auf. Nach einer Banklehre studierte er Germanistik, Politikwissenschaft und Volkswirtschaftslehre an der Johann Wolfgang Goethe-Universität in Frankfurt am Main und an der Johannes Gutenberg-Universität in Mainz. Er schloss sein Studium 1978 mit dem Staatsexamen ab. 1979 lehrte er Deutsch am Dartmouth College in Hanover (New Hampshire). Von 1981 bis 1986 war er Mitglied der Kulturredaktion der Mainzer „Allgemeinen Zeitung“. Anschließend setzte er sein Studium fort; 1994 promovierte er an der Eberhard-Karls-Universität in Tübingen mit einer Arbeit über das Theaterwesen der Weimarer Republik zum Doktor der Philosophie. Seit den 1980er Jahren ist Schöne schriftstellerisch tätig. 1982 bewarb er sich um den Ingeborg-Bachmann-Preis. 
Schöne ist Verfasser von Romanen, Erzählungen, Essays, Dramen, Fernsehdrehbüchern, Gedichten und Hörspielen. Er erhielt u. a. folgende Auszeichnungen: 1985 den Fachinger-Kulturpreis, 1988 den Tuttlinger Literaturpreis, 1993 das Stadtschreiberamt von Klagenfurt, 1997 den Literaturpreis der Stadt Offenbach, 1998 ein Stipendium für den Künstlerhof Schreyahn, 2002 ein Stipendium der Deutschen Akademie Rom - Villa Massimo sowie 2004 das Stadtschreiberamt von Erfurt.
Schöne lebt in Heidenrod/Taunus.

## Werke (Auswahl)
- Der Einzelkämpfer, Hamburg 1980
- Sahlheimer, Gifkendorf 1984
- Bad Byron, Köln 1989
- Kopfüber in die Nacht, Lossburg/Schwarzwald 1992
- Neuigkeiten vom Mittelpunkt der Welt, Darmstadt 1994
- Maxi mundus, Klagenfurt [u. a.] 1995
- Die Diva am Rhein, Mainz 1996
- Das jüdische Begräbnis, Köln 1996
- Männerschreck, Köln 1996 (zusammen mit Dietmar Bittrich)
- Friedmann kommt immer und andere erregende Geschichten, Blieskastel 1998
- Der blaue Geschmack der Welt, München 2001
- Gescheiterte Küsse, München 2002
- Die Sternenfischer, Blieskastel 2004
- Bei den Senfkönigen, Erfurt 2005
- Schönes Wörterbuch
- Labyrinth des Schattens
- Die unsichtbare Bruderschaft, E. Humbert Verlag, Bodenheim 2012
- Tod im Rheingau, Hameln 2016, ISBN 978-3-8271-9445-9

## Hörspiele
- 2013: Der koschere Himmel - Ein christlich-jüdischer letzter Wille, WDR[1]
- 2018: Tod auf dem Friedhof - Ermittlungen im Bankenmilieu, WDR[2]
- 2019: Der Mona Lisa-Mord - Krimikomödie auf dem Kunstmarkt, WDR[3]

## Herausgeberschaft
- Mainz - laut und leise, Mainz 1985
- Mephisto ist müde, Darmstadt 1996